# Siirt (tỉnh)
Siirt (tiếng Kurd: Sêrt) là một tỉnh ở đông nam của Thổ Nhĩ Kỳ. Tỉnh này giáp với: Bitlis về phía bắc, Batman về phía tây, Mardin về phía tây nam, Şırnak về phía nam, and Van về phía đông. Tỉnh có diện tích là 5.406 km² và dân số là 266.159 người. Dân số năm 2000 là 263.676 người 2000. Người Kurd và Người Ả Rập chiếm đa số. Tỉnh lỵ là Siirt.

## Các quận, huyện
Siirt được chia thành 7 đơn vị cấp huyện (tỉnh lỵ được bôi đậm):
- Aydınlar
- Baykan
- Eruh
- Kurtalan
- Pervari
- Siirt
- Şirvan